# 日本のボクシング世界王者一覧
日本のボクシング世界王者一覧は、日本のプロボクシングの世界王座保持者の一覧である。

## 概要
本記事で取り上げるのは日本のボクシングジムから誕生した世界王者であり、日本国籍を持たないボクサーも含む。一般に「日本のジム」とは日本プロボクシング協会（JPBA）加盟ジムを指し、そこで日本ボクシングコミッション（JBC）が公認する世界王座（いわゆるメジャー4団体とされるWBA・WBC・IBF・WBOの各世界王者）を獲得した者を公式な世界王者としている。
なお、本記事ではJBCの公認を受けていない世界王者（非公認王者。後述）も含めるが、日本のジムを拠点としながら日本のライセンスを持たずに世界王座を獲得した者は含まない。また、本記事で扱うのはスーパー王座、レギュラー王座、暫定王座のみとし、シルバー王座、ゴールド王座、ユース王座などはタイトル名に世界が含まれていても除外する。
一人で複数のタイトルを手に入れた選手に関しては、最初に取ったタイトルの年月日を参考にしている。
海外での王座獲得・陥落などは現地での日付を表記。
階級名は2024年1月現在のJBCにおける公式な呼び方を使用。
リングネームは現王者は現在のもの、過去の王者は最後の王座喪失時点のものを表記し、戴冠後に変更があった者は脚注で対応。
JBC非公認王者について
本記事に掲載するJBC非公認王者は、以下のいずれかを満たす者のみを扱う。
- JBCが公認しないマイナー団体の世界王者
- JBCが公認する前のメジャー団体（1970年1月以前のWBC、2013年4月以前のIBF・WBO）の王者
- JBCが公認しない暫定王者（2011年2月以降のタイトル設置に正当な理由がないWBA暫定王座）
- JBCから公認を取り消された世界王者
- JBCとは別に国内に存在したプロボクシングコミッション（IBF日本、JWBC、キックボクシング系団体など）のライセンスで世界王座を獲得した者
- 日本国籍保持または日本出身かつJBCライセンスで活動歴を有し、海外ライセンスで世界王座を獲得した者

なお、JBC非公認王者については番号枠に「非」を使用し、公認王者より下に表示する。また、公認王者が非公認王座も獲得している場合は王座名の前に (非) を冠し、年月日は公認タイトル獲得を基準とする。

## 一覧

### 男子選手
| 番号 | 名前                         | 国籍           | 在位期間 | 王座 | 防衛              |
| ---- | ---------------------------- | -------------- | --- | --- | ----------------- |
| 1    | 白井義男                     | 日本           | 1952年5月19日 - 1954年11月26日 | 世界フライ級 | 4                 |
| 2    | ファイティング原田           | 日本           | 1962年10月10日 - 1963年1月12日 1965年5月18日 - 1968年2月27日 | 世界フライ級 WBA・WBC世界バンタム級 | 0 4               |
| 3    | 海老原博幸                   | 日本           | 1963年9月18日 - 1964年1月23日 1969年3月30日 - 1969年10月19日 | WBA・WBC世界フライ級 WBA世界フライ級 | 0                 |
| 4    | 藤猛                         | アメリカ合衆国 | 1967年4月30日 - 1968年12月12日 | WBA・WBC世界スーパーライト級 | 1                 |
| 5    | 沼田義明                     | 日本           | 1967年6月15日 - 1967年12月14日 1970年4月5日 - 1971年10月10日 | WBA・WBC世界スーパーフェザー級 WBC世界スーパーフェザー級 | 0 3               |
| 6    | 小林弘                       | 日本           | 1967年12月14日 - 1971年7月29日 | WBA・WBC世界スーパーフェザー級 | 6                 |
| 7    | 西城正三                     | 日本           | 1968年9月27日 - 1971年9月2日 | WBA世界フェザー級 | 5                 |
| 8    | 大場政夫                     | 日本           | 1970年10月22日 - 1973年1月25日 (死亡により返上) | WBA世界フライ級 | 5                 |
| 9    | 柴田国明                     | 日本           | 1970年12月11日 - 1972年5月19日 1973年3月12日 - 1973年10月17日 1974年2月28日 - 1975年7月5日 | WBC世界フェザー級 WBA世界スーパーフェザー級 WBC世界スーパーフェザー級 | 2 1 3             |
| 10   | 輪島功一                     | 日本           | 1971年10月31日 - 1974年6月4日 1975年1月21日 - 1975年6月7日 1976年2月17日 - 1976年5月18日 | WBA・WBC世界スーパーウェルター級 WBA・WBC世界スーパーウェルター級 WBA世界スーパーウェルター級 | 6 0               |
| 11   | ガッツ石松                   | 日本           | 1974年4月11日 - 1976年5月8日 | WBC世界ライト級 | 5                 |
| 12   | 大熊正二                     | 日本           | 1974年10月1日 - 1975年1月8日 1980年5月18日 - 1981年5月12日 | WBC世界フライ級 | 0 3               |
| 13   | 花形進                       | 日本           | 1974年10月18日 - 1975年4月1日 | WBA世界フライ級 | 0                 |
| 14   | ロイヤル小林                 | 日本           | 1976年10月9日 - 1976年11月24日 | WBC世界スーパーバンタム級 | 0                 |
| 15   | 具志堅用高                   | 日本           | 1976年10月10日 - 1981年3月8日 | WBA世界ライトフライ級 | 13                |
| 16   | 工藤政志                     | 日本           | 1978年8月9日 - 1979年10月24日 | WBA世界スーパーウェルター級 | 3                 |
| 17   | 中島成雄                     | 日本           | 1980年1月3日 - 1980年3月24日 | WBC世界ライトフライ級 | 0                 |
| 18   | 上原康恒                     | 日本           | 1980年8月2日 - 1981年4月9日 | WBA世界スーパーフェザー級 | 1                 |
| 19   | 三原正                       | 日本           | 1981年11月7日 - 1982年2月2日 | WBA世界スーパーウェルター級 | 0                 |
| 20   | 渡嘉敷勝男                   | 日本           | 1981年12月16日 - 1983年7月10日 | WBA世界ライトフライ級 | 5                 |
| 21   | 渡辺二郎                     | 日本           | 1982年4月8日 - 1984年7月5日 (剥奪) 1984年7月5日 - 1986年3月30日 | WBA世界スーパーフライ級 WBC世界スーパーフライ級 | 6 4               |
| 22   | 友利正                       | 日本           | 1982年4月13日 - 1982年7月20日 | WBC世界ライトフライ級 | 0                 |
| 23   | 小林光二                     | 日本           | 1984年1月18日 - 1984年4月9日 | WBC世界フライ級 | 0                 |
| 24   | 浜田剛史                     | 日本           | 1986年7月24日 - 1987年7月22日 | WBC世界スーパーライト級 | 1                 |
| 25   | 六車卓也                     | 日本           | 1987年3月29日 - 1987年5月24日 | WBA世界バンタム級 | 0                 |
| 26   | 井岡弘樹                     | 日本           | 1987年10月18日 - 1988年11月13日 1991年12月17日 - 1992年11月18日 | WBC世界ミニマム級 WBA世界ライトフライ級 | 2                 |
| 27   | 大橋秀行                     | 日本           | 1990年2月7日 - 1990年10月25日 1992年10月14日 - 1993年2月10日 | WBC世界ミニマム級 WBA世界ミニマム級 | 1 0               |
| 28   | レパード玉熊                 | 日本           | 1990年7月29日 - 1991年3月14日 | WBA世界フライ級 | 1                 |
| 29   | 畑中清詞                     | 日本           | 1991年2月3日 - 1991年6月14日 | WBC世界スーパーバンタム級 | 0                 |
| 30   | 辰吉丈一郎                   | 日本           | 1991年9月19日 -1992年9月17日 1993年7月22日 - 1994年12月4日 (返上期間あり) 1997年11月22日 - 1998年12月29日 | WBC世界バンタム級 WBC世界バンタム級 (暫定) WBC世界バンタム級 | 0 2               |
| 31   | 鬼塚勝也                     | 日本           | 1992年4月10日 - 1994年9月18日 | WBA世界スーパーフライ級 | 5                 |
| 32   | 平仲明信                     | 日本           | 1992年4月10日 - 1992年9月9日 | WBA世界スーパーライト級 | 0                 |
| 33   | 勇利アルバチャコフ           | ロシア         | 1992年6月23日 - 1997年11月12日 | WBC世界フライ級 | 9                 |
| 34   | オルズベック・ナザロフ       | キルギス       | 1993年10月30日 - 1998年5月16日 | WBA世界ライト級 | 7                 |
| 35   | 薬師寺保栄                   | 日本           | 1993年12月23日 - 1995年7月30日 | WBC世界バンタム級 | 4                 |
| 36   | 川島郭志                     | 日本           | 1994年5月4日 - 1997年2月20日 | WBC世界スーパーフライ級 | 6                 |
| 37   | 竹原慎二                     | 日本           | 1995年12月19日 - 1996年6月24日 | WBA世界ミドル級 | 0                 |
| 38   | 山口圭司                     | 日本           | 1996年5月21日 - 1996年12月3日 | WBA世界ライトフライ級 | 1                 |
| 39   | 飯田覚士                     | 日本           | 1997年12月23日 - 1998年12月23日 | WBA世界スーパーフライ級 | 2                 |
| 40   | 畑山隆則                     | 日本           | 1998年9月5日 - 1999年6月27日 2000年6月11日 - 2001年7月1日 | WBA世界スーパーフェザー級 WBA世界ライト級 | 1 2               |
| 41   | 戸高秀樹                     | 日本           | 1999年3月18日 - 2000年10月9日 2003年10月4日 - 2004年3月6日 | WBA世界スーパーフライ級 WBA世界バンタム級 (暫定) | 2 0               |
| 42   | 徳山昌守                     | 韓国           | 2000年8月27日 - 2004年6月28日 2005年7月18日 - 2006年12月6日 (返上) | WBC世界スーパーフライ級 | 8 1               |
| 43   | 星野敬太郎                   | 日本           | 2000年12月6日 - 2001年4月16日 2002年1月29日 - 2002年7月29日 | WBA世界ミニマム級 | 0                 |
| 44   | セレス小林                   | 日本           | 2001年3月11日 - 2002年3月9日 | WBA世界スーパーフライ級 | 1                 |
| 45   | 新井田豊                     | 日本           | 2001年8月25日 - 2001年10月22日 (返上) 2004年7月3日 - 2008年9月15日 | WBA世界ミニマム級 | 0 7               |
| 46   | 佐藤修                       | 日本           | 2002年5月18日 - 2002年10月9日 | WBA世界スーパーバンタム級 | 0                 |
| 47   | イーグル・デン・ジュンラパン | タイ           | 2004年1月10日 - 2004年12月18日 2005年8月6日 - 2007年11月29日 | WBC世界ミニマム級 | 1 4               |
| 48   | 川嶋勝重                     | 日本           | 2004年6月28日 - 2005年7月18日 | WBC世界スーパーフライ級 | 2                 |
| 49   | 高山勝成                     | 日本           | 2005年4月4日 - 2005年8月6日 2006年11月7日 - 2007年4月7日 2013年3月30日- 2014年8月9日 2014年12月31日 - 2015年12月31日 2014年12月31日 - 2015年3月2日 (返上) 2016年8月20日- 2017年4月3日 (返上) 2024年12月18日 - 2025年3月9日 (返上) | WBC世界ミニマム級 WBA世界ミニマム級 (暫定) IBF世界ミニマム級 WBO世界ミニマム級 (非) IBO世界ミニマム級 | 0 2 0             |
| 50   | 長谷川穂積                   | 日本           | 2005年4月16日 - 2010年4月30日 2010年11月26日 - 2011年4月8日 2016年9月16日 - 2016年12月 (返上) | WBC世界バンタム級 WBC世界フェザー級 WBC世界スーパーバンタム級 | 10 0              |
| 51   | 越本隆志                     | 日本           | 2006年1月29日 - 2006年7月30日 | WBC世界フェザー級 | 0                 |
| 52   | 名城信男                     | 日本           | 2006年7月22日 - 2007年5月3日 2008年9月15日 - 2010年5月8日 | WBA世界スーパーフライ級 | 1 2               |
| 53   | 亀田興毅                     | 日本           | 2006年8月2日 - 2007年1月18日 (返上) 2009年11月29日 - 2010年3月27日 2010年12月26日-2013年12月6日 (返上) | WBA世界ライトフライ級 WBC世界フライ級 WBA世界バンタム級 | 1 0 8             |
| 54   | 坂田健史                     | 日本           | 2007年3月19日 - 2008年12月31日 | WBA世界フライ級 | 4                 |
| 55   | 内藤大助                     | 日本           | 2007年7月18日 - 2009年11月29日 | WBC世界フライ級 | 5                 |
| 56   | ホルヘ・リナレス             | ベネズエラ     | 2007年7月21日 - 2008年8月12日 (返上) 2008年11月28日 - 2009年10月10日 2014年12月30日 - 2016年9月24日 2016年9月24日 - 2018年5月12日 | WBC世界フェザー級 WBA世界スーパーフェザー級 WBC世界ライト級 WBA世界ライト級 | 1 2 3             |
| 57   | 小堀佑介                     | 日本           | 2008年5月19日 - 2009年1月3日 | WBA世界ライト級 | 0                 |
| 58   | 西岡利晃                     | 日本           | 2008年9月15日 - 2008年12月20日 (正規王座に認定) 2008年12月20日 - 2012年3月15日 (名誉王座に認定) | WBC世界スーパーバンタム級 (暫定) WBC世界スーパーバンタム級 | 0 7               |
| 59   | 粟生隆寛                     | 日本           | 2009年3月12日 - 2009年7月14日 2010年11月26日 - 2012年10月27日 | WBC世界フェザー級 WBC世界スーパーフェザー級 | 0 3               |
| 60   | 石田順裕                     | 日本           | 2009年8月30日 - 2010年10月9日 | WBA世界スーパーウェルター級 (暫定) | 1                 |
| 61   | 内山高志                     | 日本           | 2010年1月11日 - 2015年2月21日 (スーパー王座に認定) (スーパー王者)2015年2月21日 - 2016年4月27日 | WBA世界スーパーフェザー級 WBA世界スーパーフェザー級 (スーパー) | 9 2               |
| 62   | 亀田大毅                     | 日本           | 2010年2月7日 - 2011年1月1日 (返上) 2013年9月3日 - 2014年3月19日 (返上) | WBA世界フライ級 IBF世界スーパーフライ級 | 2 0               |
| 63   | 李冽理                       | 韓国           | 2010年10月2日 - 2011年1月31日 | WBA世界スーパーバンタム級 | 0                 |
| 64   | 下田昭文                     | 日本           | 2011年1月31日 - 2011年7月9日 | WBA世界スーパーバンタム級 | 0                 |
| 65   | 井岡一翔                     | 日本           | 2011年2月11日 - 2012年6月29日 (返上) 2012年6月20日 - 2012年10月5日 (返上) 2012年12月31日 - 2014年2月28日 (返上) 2015年4月22日 - 2017年11月9日 (返上) 2019年6月19日 - 2023年2月17日 (返上) 2023年6月24日 - 2024年7月7日 | WBC世界ミニマム級 WBA世界ミニマム級 WBA世界ライトフライ級 WBA世界フライ級 WBO世界スーパーフライ級 WBA世界スーパーフライ級 | 3 0 3 5 6 1       |
| 66   | 清水智信                     | 日本           | 2011年8月31日 - 2012年4月4日 | WBA世界スーパーフライ級 | 0                 |
| 67   | 八重樫東                     | 日本           | 2011年10月24日 - 2012年6月20日 2013年4月8日 - 2014年9月5日 2015年12月29日 - 2017年5月21日 | WBA世界ミニマム級 WBC世界フライ級 IBF世界ライトフライ級 | 0 3 2             |
| 68   | 山中慎介                     | 日本           | 2011年11月6日 - 2017年8月15日 | WBC世界バンタム級 | 12                |
| 69   | 佐藤洋太                     | 日本           | 2012年3月27日 - 2013年5月3日 | WBC世界スーパーフライ級 | 2                 |
| 70   | 五十嵐俊幸                   | 日本           | 2012年7月16日 - 2013年4月8日 | WBC世界フライ級 | 1                 |
| 71   | 河野公平                     | 日本           | 2012年12月31日 - 2013年5月6日 2014年3月26日 - 2016年8月31日 | WBA世界スーパーフライ級 | 0 3               |
| 72   | 宮崎亮                       | 日本           | 2012年12月31日 - 2013年12月 (返上) | WBA世界ミニマム級 | 2                 |
| 73   | 三浦隆司                     | 日本           | 2013年4月8日 - 2015年11月21日 | WBC世界スーパーフェザー級 | 4                 |
| 74   | 亀田和毅                     | 日本           | 2013年8月1日 - 2015年4月24日 (返上) 2018年11月12日 - 2019年7月13日 | WBO世界バンタム級 WBC世界スーパーバンタム級 (暫定) | 3 0               |
| 75   | 井上尚弥                     | 日本           | 2014年4月6日 - 2014年11月6日 (返上) 2014年12月30日 - 2018年2月28日 (返上) 2018年5月25日 - 2019年11月7日(スーパー王座に認定) (スーパー王者) 2019年11月7日 - 2023年1月13日 (返上) 2019年5月18日 - 2023年1月13日 (返上) 2022年6月7日 - 2023年1月13日 (返上) 2022年12月13日 - 2023年1月13日 (返上) 2023年7月25日 - 在位中 2023年12月26日 - 在位中 | WBC世界ライトフライ級 WBO世界スーパーフライ級 WBA世界バンタム級 WBA世界バンタム級(スーパー) IBF世界バンタム級 WBC世界バンタム級 WBO世界バンタム級 WBC世界スーパーバンタム級 WBO世界スーパーバンタム級 WBA世界スーパーバンタム級(スーパー) IBF世界スーパーバンタム級 | 1 7 3 5 6 1 0 5 4 |
| 76   | カルロス・クアドラス         | メキシコ       | 2014年5月31日 - 2016年9月10日 2023年11月17日 - 2024年3月27日 (返上) | WBC世界スーパーフライ級 (非) WBC世界スーパーフライ級(暫定) | 6                 |
| 77   | 田口良一                     | 日本           | 2014年12月31日 - 2017年12月31日 (スーパー王座に認定) (スーパー王者) 2017年12月31日 - 2018年5月20日 2017年12月31日 - 2018年5月20日 | WBA世界ライトフライ級 WBA世界ライトフライ級 (スーパー) IBF世界ライトフライ級 | 7 0               |
| 78   | 田中恒成                     | 日本           | 2015年5月30日 - 2016年4月7日 (返上) 2016年12月31日 - 2017年11月30日 (返上) 2018年9月24日 - 2020年1月31日（返上） 2024年2月24日 - 2024年10月14日 | WBO世界ミニマム級 WBO世界ライトフライ級 WBO世界フライ級 WBO世界スーパーフライ級 | 1 2 3 0           |
| 79   | 木村悠                       | 日本           | 2015年11月28日 - 2016年3月4日 | WBC世界ライトフライ級 | 0                 |
| 80   | 小國以載                     | 日本           | 2016年12月31日 - 2017年9月13日 | IBF世界スーパーバンタム級 | 0                 |
| 81   | 福原辰弥                     | 日本           | 2017年2月26日 - 2017年4月11日 (正規王座に認定) 2017年4月11日 - 2017年8月27日 | WBO世界ミニマム級 (暫定) WBO世界ミニマム級 | 0                 |
| 82   | 久保隼                       | 日本           | 2017年4月9日 - 2017年9月3日 | WBA世界スーパーバンタム級 | 0                 |
| 83   | 寺地拳四朗                   | 日本           | 2017年5月20日 - 2021年9月22日 2022年3月19日 - 2024年7月15日 (返上) 2022年11月1日 - 2024年7月15日 (返上) 2024年10月13日 - 2025年7月30日 2025年3月13日 - 2025年7月30日 | WBC世界ライトフライ級 WBA世界ライトフライ級 (スーパー) WBC世界フライ級 WBA世界フライ級 | 8 4 3 1 0         |
| 84   | 比嘉大吾                     | 日本           | 2017年5月20日 - 2018年4月14日 (剥奪) | WBC世界フライ級 | 2                 |
| 85   | 京口紘人                     | 日本           | 2017年7月23日 - 2018年7月26日 (返上) 2018年12月31日 - 2022年11月1日 | IBF世界ミニマム級 WBA世界ライトフライ級 (スーパー) | 2 4               |
| 86   | 木村翔                       | 日本           | 2017年7月28日 - 2018年9月24日 | WBO世界フライ級 | 2                 |
| 87   | 山中竜也                     | 日本           | 2017年8月27日 - 2018年7月13日 | WBO世界ミニマム級 | 1                 |
| 88   | 岩佐亮佑                     | 日本           | 2017年9月13日 - 2018年8月16日 2019年12月7日 - 2021年4月3日 | IBF世界スーパーバンタム級 IBF世界スーパーバンタム級 (暫定) | 1 0               |
| 89   | 村田諒太                     | 日本           | 2017年10月22日 - 2018年10月21日 2019年7月12日 - 2021年1月6日 (スーパー王座に認定) (スーパー王者) 2021年1月6日 - 2022年4月9日 | WBA世界ミドル級 WBA世界ミドル級 (スーパー) | 1 0               |
| 90   | 伊藤雅雪                     | 日本           | 2018年7月28日 - 2019年5月25日 | WBO世界スーパーフェザー級 | 1                 |
| 91   | 井上拓真                     | 日本           | 2018年12月30日 - 2019年11月7日 2023年4月8日 - 2024年10月13日 | WBC世界バンタム級 (暫定) WBA世界バンタム級 | 0 2               |
| 92   | 中谷潤人                     | 日本           | 2020年11月6日 - 2022年10月28日 (返上) 2023年5月20日 - 2023年12月14日 (返上) 2024年2月24日 - 在位中 2025年6月8日 - 在位中 | WBO世界フライ級 WBO世界スーパーフライ級 WBC世界バンタム級 IBF世界バンタム級 | 2 1 4 0           |
| 93   | 矢吹正道                     | 日本           | 2021年9月22日 - 2022年3月19日 2024年10月12日 - 2025年4月8日 (返上) 2025年3月29日 - 在位中 | WBC世界ライトフライ級 IBF世界ライトフライ級 IBF世界フライ級 | 0                 |
| 94   | 尾川堅一                     | 日本           | 2021年11月28日 - 2022年6月4日 | IBF世界スーパーフェザー級 | 0                 |
| 95   | 谷口将隆                     | 日本           | 2021年12月14日 - 2023年1月6日 | WBO世界ミニマム級 | 1                 |
| 96   | 重岡銀次朗                   | 日本           | 2023年4月16日 - 2023年10月7日 (正規王座に認定) 2023年10月7日 - 2024年7月29日 | IBF世界ミニマム級 (暫定) IBF世界ミニマム級 | 1 2               |
| 97   | 重岡優大                     | 日本           | 2023年4月16日 - 2023年10月7日 (正規王座に認定) 2023年10月7日 - 2024年3月31日 | WBC世界ミニマム級 (暫定) WBC世界ミニマム級 | 1 0               |
| 98   | ユーリ阿久井政悟             | 日本           | 2024年1月23日 - 2025年3月13日 | WBA世界フライ級 | 2                 |
| 99   | 西田凌佑                     | 日本           | 2024年5月4日 - 2025年6月8日 | IBF世界バンタム級 | 1                 |
| 100  | 武居由樹                     | 日本           | 2024年5月6日 - 在位中 | WBO世界バンタム級 | 2                 |
| 101  | 岩田翔吉                     | 日本           | 2024年10月13日 - 2025年3月13日 | WBO世界ライトフライ級 | 0                 |
| 102  | 堤聖也                       | 日本           | 2024年10月13日 - 在位中 | WBA世界バンタム級 | 1                 |
| 103  | 高見享介                     | 日本           | 2025年7月30日 - 在位中 | WBA世界ライトフライ級 | 0                 |
|      |                              |                | | |                   |
| 非   | 新垣諭                       | 日本           | 1984年4月15日 - 1985年4月26日 | IBF世界バンタム級 | 1                 |
| 非   | ルイシト・エスピノサ         | フィリピン     | 1995年12月11日 - 1999年5月15日 | WBA世界ミニマム級 | 8                 |
| 非   | 西島洋介山                   | 日本           | 1997年7月11日 - 1997年11月 (返上) | WBF世界クルーザー級 | 0                 |
| 非   | 西澤ヨシノリ                 | 日本           | 2011年12月2日 - 2013年8月5日（返上） 2011年12月2日 - 2013年8月5日 (返上) | UBC世界クルーザー級 WPBF世界クルーザー級 | 0                 |
| 非   | 江藤光喜                     | 日本           | 2013年8月1日 - 2013年11月29日 | WBA世界フライ級 (暫定) | 0                 |

この他に、袴田巌が2014年にWBC世界フェザー級名誉王座を認定されている。
1998年4月以前は下記の階級の呼称が異なっていた。
- ミニマム級 → ストロー級
- ライトフライ級 → ジュニアフライ級
- スーパーフライ級 → ジュニアバンタム級
- スーパーバンタム級 → ジュニアフェザー級
- スーパーフェザー級 → ジュニアライト級
- スーパーライト級 → ジュニアウェルター級
- スーパーウェルター級 → ジュニアミドル級
  - 右側が以前使用されていた呼称

### 女子選手
| 番号 | 名前               | 国籍 | 在位期間 | 王座 | 防衛    |
| ---- | ------------------ | ---- | --- | --- | ------- |
| 1    | 富樫直美           | 日本 | 2008年7月13日 - 2008年12月10日(正規王座に認定) 2008年12月10日 - 2012年6月23日                                                                                               | WBC世界女子ライトフライ級 (暫定) WBC世界女子ライトフライ級                                                            | 1 6     |
| 2    | 小関桃             | 日本 | 2008年8月11日 - 2018年1月29日（返上） 2015年10月22日 - 2016年5月2日 (返上) 2017年12月17日 - 2018年1月29日（返上）                                                           | WBC世界女子アトム級 WBA世界女子アトム級 WBC世界女子ミニマム級                                                         | 17 0    |
| 3    | 天海ツナミ         | 日本 | 2008年5月18日 - 2009年2月26日 (返上) 2009年2月26日 - 2012年7月9日 2018年3月8日 - 2021年7月9日                                                                               | (非) IFBA世界バンタム級 WBA世界女子スーパーフライ級 WBO世界女子ライトフライ級                                         | 1 4 3   |
| 4    | 多田悦子           | 日本 | 2009年4月11日 - 2013年7月23日 2015年12月11日 - 2017年1月30日 2018年12月1日 - 2019年3月28日（返上） 2020年12月3日 - 2021年10月23日                                           | WBA世界女子ミニマム級 IBF世界女子ミニマム級 WBO世界女子ミニマム級                                                     | 9 0     |
| 5    | 藤岡奈穂子         | 日本 | 2011年5月8日 - 2013年9月24日 (返上) 2013年11月13日 - 2015年 (返上) 2015年10月19日 - 2016年9月5日 (返上) 2017年3月13日 - 2022年4月9日 2017年12月1日 - 2017年12月11日（返上） | WBC世界女子ミニマム級 WBA世界女子スーパーフライ級 WBO世界女子バンタム級 WBA世界女子フライ級 WBO世界女子ライトフライ級 | 2 1 3 0 |
| 6    | 安藤麻里           | 日本 | 2011年9月22日 - 2012年9月16日 2013年12月14日 - 2014年5月17日 | WBA世界女子アトム級 WBC世界女子ミニマム級                                                                             | 1 0     |
| 7    | 山口直子           | 日本 | 2012年7月9日 - 2013年11月13日 | WBA世界女子スーパーフライ級                                                                                           | 2       |
| 8    | 宮尾綾香           | 日本 | 2012年9月16日 - 2015年10月22日 2018年7月29日 - 2019年9月12日 2022年2月25日 - 2022年9月1日                                                                                   | WBA世界女子アトム級 WBA世界女子アトム級 (暫定) IBF女子世界アトム級                                                    | 5 0     |
| 9    | 真道ゴー           | 日本 | 2013年5月19日 - 2014年12月6日 | WBC世界女子フライ級                                                                                                   | 2       |
| 10   | 柴田直子           | 日本 | 2013年11月14日 - 2017年3月4日 | IBF世界女子ライトフライ級                                                                                             | 5       |
| 11   | 山田真子           | 日本 | 2014年2月9日 - 2014年5月31日 (返上) | WBO世界女子ミニマム級                                                                                                 | 0       |
| 12   | 池山直             | 日本 | 2007年11月18日 - 2008年 2014年5月17日 - 2018年7月29日 | (非) WIBA世界アトム級 WBO世界女子アトム級                                                                             | 0 5     |
| 13   | 黒木優子           | 日本 | 2014年5月17日 - 2017年12月17日 2022年9月1日 - 2024年1月12日 2023年8月5日 - 2024年1月12日 2025年1月21日 - 在位中                                                             | WBC世界女子ミニマム級 WBO世界女子アトム級 WBA世界女子アトム級 WBA世界女子ミニマム級                                   | 5 2 0 1 |
| 14   | 池原シーサー久美子 | 日本 | 2014年9月20日 - 2016年12月13日 (返上) | WBO世界女子ミニマム級                                                                                                 | 4       |
| 15   | 古川夢乃歌         | 日本 | 2016年8月13日 - 2017年11月 (剥奪) | WBA世界女子アトム級                                                                                                   | 1       |
| 16   | 好川菜々           | 日本 | 2016年10月9日 - 2017年4月29日 2017年12月16日 - 2018年4月2日 (返上) | WBO世界女子フライ級 WBC世界女子フライ級（暫定）                                                                       | 0       |
| 17   | 江畑佳代子         | 日本 | 2017年5月19日 - 2018年12月1日 | WBO世界女子ミニマム級                                                                                                 | 1       |
| 18   | 岩川美花           | 日本 | 2018年7月29日 - 2022年2月25日 2022年9月1日 - 2024年1月12日 | WBO世界女子アトム級 IBF世界女子アトム級                                                                               | 1 0     |
| 19   | 花形冴美           | 日本 | 2018年9月30日 - 2021年5月10日（返上） | IBF世界女子アトム級                                                                                                   | 2       |
| 20   | 佐伯霞             | 日本 | 2019年4月27日 - 2019年12月18日（返上） | WBO世界女子ミニマム級                                                                                                 | 0       |
| 21   | 吉田実代           | 日本 | 2019年6月19日 - 2020年12月13日 2021年6月29日 - 2022年5月30日 2023年12月9日 - 2024年10月23日                                                                                 | WBO世界女子スーパーフライ級 (非) IBF世界女子バンタム級                                                                | 1 0     |
| 22   | 奥田朋子           | 日本 | 2020年12月13日 - 2021年6月29日 | WBO世界女子スーパーフライ級                                                                                           | 0       |
| 23   | 鈴木菜々江         | 日本 | 2022年2月25日 - 2022年9月1日 | WBO世界女子アトム級                                                                                                   | 0       |
| 24   | 小澤瑶生           | 日本 | 2022年5月30日 - 2022年9月27日 (返上) | WBO世界女子スーパーフライ級                                                                                           | 0       |
| 25   | 晝田瑞希           | 日本 | 2022年12月1日 - 在位中 | WBO世界女子スーパーフライ級                                                                                           | 5       |
| 26   | 山中菫             | 日本 | 2024年1月12日 - 2025年4月5日 | IBF世界女子アトム級                                                                                                   | 0       |
| 27   | 松田恵里           | 日本 | 2024年1月12日 - 2024年11月23日 | WBO世界女子アトム級 WBA世界女子アトム級                                                                               | 0       |
| 28   | 石川海             | 日本 | 2024年5月3日 - 在位中 | WBC世界女子ミニマム級（暫定）                                                                                         | 0       |
|      |                    |      | | |         |
| 非   | シュガーみゆき     | 日本 | 1997年7月26日 - 1998年10月 | IWBF世界ミニマム級 | 2       |
| 非   | ライカ             | 日本 | 2002年12月18日 - 2005年3月15日 2006年5月20日 - 2008年8月11日 2006年12月15日 - 2008年                                                                                        | WIBA世界フェザー級 IFBA世界スーパーライト級 WIBA世界ライト級                                                          | 1 0     |
| 非   | 袖岡裕子           | 日本 | 2004年9月18日 - 2004年 | WIBA世界アトム級 | 0       |
| 非   | 菊地奈々子         | 日本 | 2005年11月7日 - 2007年5月17日 | WBC世界女子ミニマム級                                                                                                 | 1       |

2018年4月以前は下記の階級の呼称が認定団体により異なっていた。
- アトム級→ライトミニマム級（WBA）
- ミニマム級→ミニフライ級（WBA以外）

## 参考資料
- 日刊スポーツ. “歴代王者”. 2024年8月1日閲覧。